# 林武吉
林 武吉（はやし たけよし、生没年不詳）は、江戸時代前期の武将。
美濃国の稲葉氏の一族である尾張国の豪族・周防林氏出身であると考えられている。
この一族は長州藩・毛利氏に仕えた。
武吉についてはほとんど不詳だが、慶長19年（1614年）、大坂冬の陣では徳川側にあり、大坂城東方・京街道に布陣している。

## 関連リンク
・林氏‐周防林氏を参照。